# 1В110

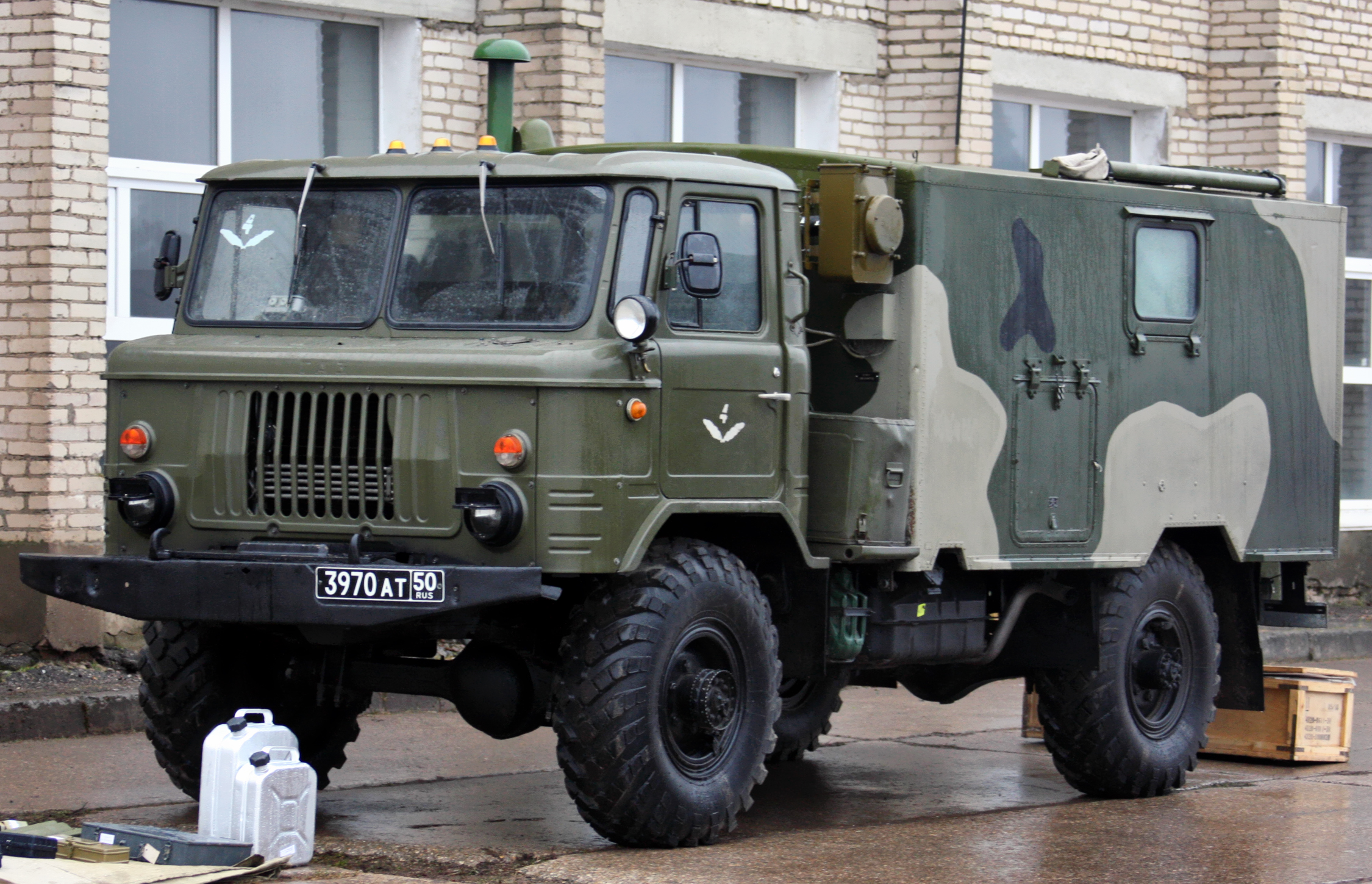
Машина старшего офицера батареи 1В110

1В110 «Берёза» — командно-штабная машина старшего офицера батареи вооружённых сил Российской федерации. Предназначена для определения координат своего местоположения и дирекционного угла продольной оси машины, управления огнём артиллерийских подразделений.
Выполняет функции управления огнём батареи в составе взвода, определения координат позиций батареи, ориентирования орудий в основное направление, определения установок для стрельбы, построение веера, автоматического приема рассчитанных исходных установок для стрельбы и команд от машины 1В111, связи с командиром батареи и начальника штаба дивизиона, определения наземных метеоданных для систем залпового огня. Машина поставлялась на экспорт в составе комплекса 1В17 в страны организации Варшавского договора, а также в Алжир, Анголу, Ирак, Сирию и некоторые другие страны.

## В составе комплекса

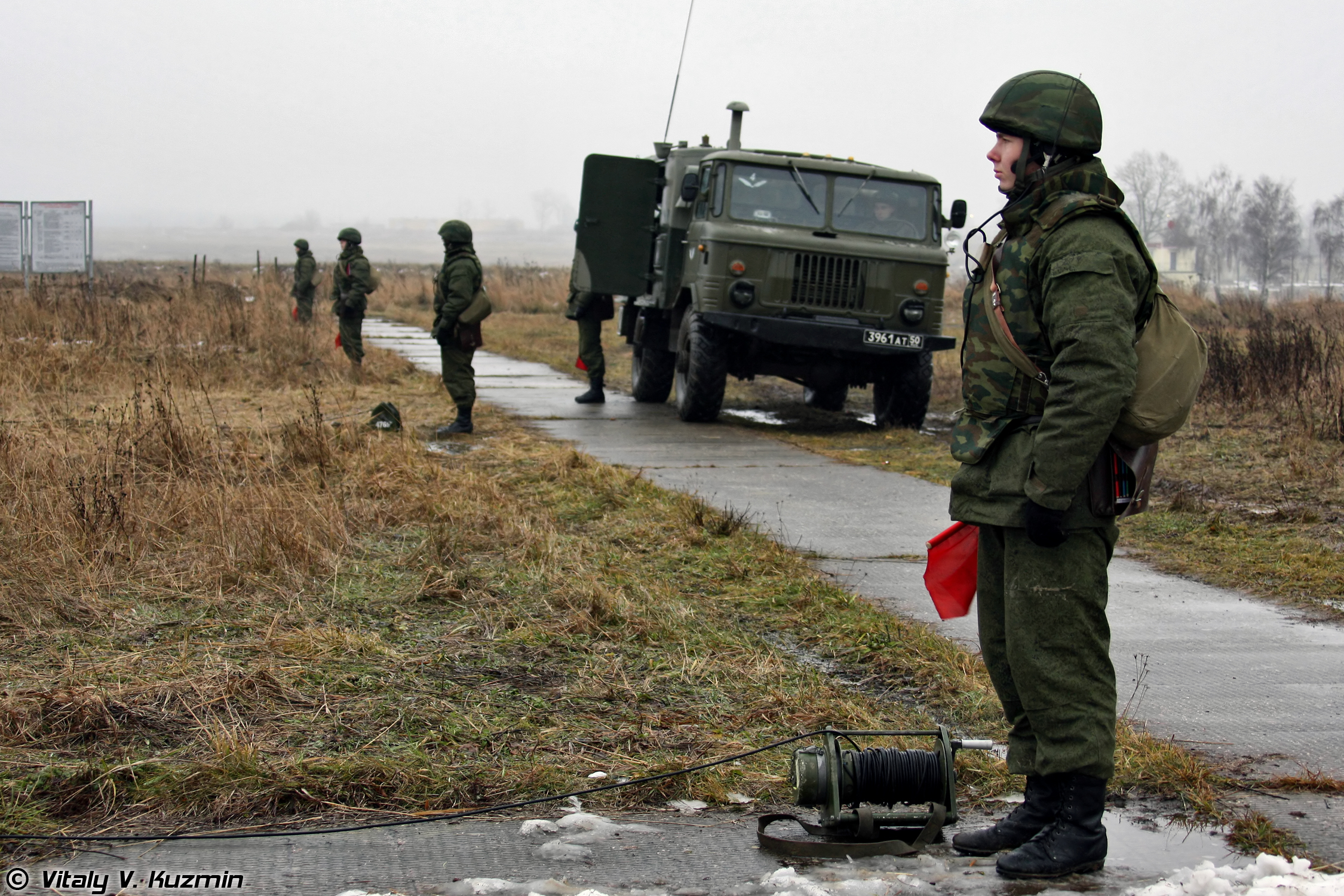
Машина 1В110 из состава артиллерийского дивизиона бригады батареи РСЗО 9K51 БМ-21 «Град», 16 декабря 2011 года

Три автомобиля 1В110 «Береза» входят в состав одного комплекса средств автоматизации управления огнём (КСАУО) «Машина-Б»: 1В17, 1В17-1 1В12М, индекс комплекса зависит от вида используемой артиллерийской системы. Комплекс в целом обеспечивает ведение разведки, топогеодезическую и метеорологическую подготовку стрельбы, управление огнём огневых взводов, батарей артиллерийского дивизиона.
КСАУО 1В17 разработан в Ленинграде на НПО «Сигнал» в конце 1960-х — начале 1970-х годов для автоматизации управления огнём дивизионов буксируемой и реактивной артиллерии. Комплекс принят на вооружение в 1973 году. Производился на предприятии «Мотовилихинские заводы» в Перми. Помимо 1В110 «Берёза», в состав комплекса 1В17 могли входить машины 1В18 «Клён-1» (машина командира батареи), 1В111 «Ольха» (9С77) (машина начальника штаба АДН), 1В19 «Клён-2» (машина командира АДН).

## Модернизация
16 ноября 2019 года на мероприятии, посвящённом празднованию 75-летия Дня ракетных войск и артиллерии, прошедшем на полигоне близ Луга, была представлена модернизированная машина старшего офицера батареи, получившая обозначение 1В110-1.
Заявленное назначение — управление огневыми взводами батареи при выполнении огневых задач и при совершении манёвра в ходе боя, определение координат огневой позиции, а также для поддержания связи с КНП батареи и пунктом управления огнём дивизиона.
В России ремонтом и модернизацией машин 1В110 «Берёза» до уровня 1В110-1 занимаются в Саранске на АО «103 Арсенал».
На Украине ремонтом машин 1В110 занимается «Шепетовский ремонтный завод».

## Описание 1В110-1
Базовым шасси машины является автомобиль ГАЗ-66 со специальным кузовом К66Н. Рабочее место старшего офицера батареи находится в правой передней части кузова К66Н (на марше старший офицер батареи находится в кабине рядом с водителем). Оборудовано автоматическим приёмо-передатчиком команд, перископическим визиром, прибором ДП-3Б и аппаратом абонента АА62. Вверху на передней стенке размещены щит управления отопителем, щит контроля и термометр. Часы размещены на перегородке.
Рабочее место радиотелефониста находится в левой передней части кузова К66Н. Место оборудовано рабочим столом с установленными двумя приёмо-передатчиками радиостанций Р-123М. Так же имеется телефонный коммутатор, устройство селекторного вызова Р-012М (из комплекта радиостанции Р-142). Вдоль передней стенки размещены блок питания системы 1Т121-1, распределительная коробка, электромегафон, усилительное устройство, два блока питания радиостанций Р-123М, воздуховод, фильтр Ф-5, реле-регулятор, блок БПС1, блок усилителя, звонок. На полу вдоль передней стенки закреплены гироазимут, датчик крена, преобразователь тока, прибор ночного видения в укладке. Впереди на правой стенке кузова размещены высокочастотное устройство, кронштейн для кабеля прибора ДП-3Б, сумка с нагрудным переключателем.
Вдоль правой стенки оборудовано место старшего вычислителя. Под его сиденьем размещены: аккумуляторный ящик гирокомпаса 1Г17, включатель массы, укладочный ящик. Рядом с укладочным ящиком находится комплект десантный метеорологический комплект (ДМК). Над сиденьем закреплён стол старшего вычислителя с прибором управления огнём ПУО-9У и артиллерийским поправочником АП-У. Справа от стола на правой стенке закреплены сумка с нагрудным переключателем, огнетушитель, щит автоматической защиты, сумки для гранат. На задней стенке слева закреплён щит питания. Впереди вдоль левой стенки размещены пульт управления ПУ5, пульт управления, блок питания БП-7.
Вдоль левой стенки находится рабочее место оператора-топогеодезиста. Перед ним установлены пульт управления путевого устройства, пульт управления гироазимута и нагрудный переключатель. Перед оператором-топогеодезистом установлен курсопрокладчик. Сиденьем оператора-топогеодезиста служит ящик с ЗИП. На рабочем столе имеются: кронштейн для крепления личного оружия и бачки для питьевой воды. На полу вдоль левой стенки размещены гирокомпас в укладочном ящике, бидон для питьевой воды, укладочный ящик с телефонными катушками, проводом, телефонными аппаратами и линейным щитком, ящик для документации. На левой стенке закреплён ящик для сухого пайка с аптечкой. На крышке ящика закреплены чехлы с вехами и штыревыми антеннами для радиостанции Р-123М. Над дверью на задней стенке размещён щит управления освещением, на двери закреплены лопата, лом, штырь заземления. Слева от двери размещён блок антенных фильтров. На полу вдоль задней стенки размещены штатив гирокомпаса в чехле и переносная радиостанция Р-159. Вдоль передней стенки на стойке размещены согласующий блок радиостанции Р-123М и усилитель громкоговорителя, на перегородке установлен громкоговоритель. Снаружи на задней стенке закрепляются антенное устройство и мачта ДМК, которая в походном положении крепится на крыше кузова. Миноискатель ИМП размещается в укладочном ящике.
В кабине автомобиля, помимо органов управления автомобилем, размещены аппараты абонента АА80 и АА62, две сумки с нагрудными переключателями и вольтметр для контроля водителем напряжения бортовой сети.

## ТТХ
Сравнение характеристик из открытых источников
| Параметр                        | 1В110 | 1В110-1 |
| ------------------------------- | --- | --- |
| Шасси                           | ГАЗ-66 | ГАЗ-66Б |
| Боевая масса, т                 | 5,8 | 5,9 |
| Длина по корпусу, мм            | 5454 | 5805 |
| Ширина по корпусу, мм           | | 2525 |
| Высота в походном положении, мм | 2850 | 2832 |
| Колея, мм                       | 2500 | 2500 |
| Мощность двигателя, л. с.       | 115 | |
| Максимальная скорость, км/час   | 90 | 95 |
| Запас хода по топливу, км       | 500 | 800 |
| Время готовности к работе, мин  | 13 | 7 |
| Экипаж, чел.                    | 5 - старший офицер батареи - командир отделения — старший вычислитель - оператор-топогеодезист - старший радиотелефонист - водитель-электрик | 5 - старший офицер батареи - командир отделения — старший вычислитель - оператор-топогеодезист - старший радиотелефонист - водитель-электрик - дополнительное рабочее место                                |
| Средства связи                  | - Р-130 - Р-111 - Р-123 - Р-193 - Р-326 - 1Т803М - ТА-57                                                                                     | - Р-123М - Р-142 - Р-159 |
| Дальность связи, км             | | 20 (радиосредства) до 1 (проводная линия) |
| Дополнительные характеристики   | - Время непрерывной работы ННА, ч 3 - Точность определения координат пути, % 0,5 - Точность определения дирекционных углов 0-02              | Измеряемая дальность до КТ (орудия), м - перископическим визиром ПВ-1 от 10 до 300 - саперным дальномером Пашковского ДСП-30М от 50 до 2000 - перископической артиллерийской буссолью ПАБ-2АМ от 50 до 400 |

## Эксплуатанты
- Алжир — статус не известен
- Ангола — статус не известен
- Ирак — статус не известен
- Россия — некоторое количество 1В110-1, по состоянию на 2019 год
- Сирия — статус не известен
- Украина — некоторое количество 1В110, по состоянию на 2009 год

Бывшие
- СССР
- Народная Социалистическая Республика Албания
- Народная Республика Болгария
- Венгерская Народная Республика
- Германская Демократическая Республика
- Польская Народная Республика
- Социалистическая Республика Румыния
- Чехословацкая Социалистическая Республика